# Bolbochromus mindanaicus
Bolbochromus mindanaicus is een keversoort uit de familie cognackevers (Bolboceratidae). De wetenschappelijke naam van de soort werd in 2013 gepubliceerd door Jan Krikken en Chun-Lin Li. De soort komt voor op het eiland Mindanao in de Filipijnen.